# Coppa del Re 1923
La Copa del Rey 1923 fu la ventitreesima edizione della Coppa del Re. Il torneo iniziò il 25 marzo e si concluse il 13 maggio 1923. La finale si svolse al Camp de Les Corts di Barcellona dove l'Athletic Bilbao conquistò il nono titolo.

## Partecipanti
- Biscaglia:  Arenas Getxo
- Gipuzkoa:  Real Sociedad
- Castiglia:  Real Madrid
- Andalusia:  Siviglia
- Galizia:  Vigo Sporting
- Asturie:  Sporting Gijón
- Catalogna:  CE Europa
- Levante:  Valencia

## Quarti di finale
| 25 marzo 1923 | Real Madrid | 1 – 3 | Athletic Bilbao |  |

| 8 aprile 1923 | Athletic Bilbao | 5 – 0 | Real Madrid |  |

| 25 marzo 1923 | Vigo Sporting | 3 – 1 | Real Sociedad |  |

| 13 aprile 1923 | Real Sociedad | 3 – 0 | Vigo Sporting |  |

Avendo vinto una partita per parte, il Vigo Sporting e la Real Sociedad disputarono uno spareggio.
| San Sebastián 15 aprile 1923 | Real Sociedad | 4 – 1 | Vigo Sporting |  |

| 25 marzo 1923 | Valencia | 1 – 0 | Sporting Gijón |  |

| 8 aprile 1923 | Sporting Gijón | 6 – 1 | Valencia |  |

Avendo vinto una partita per parte, lo Sporting Gijón e il Valencia disputarono uno spareggio.
| Oviedo 11 aprile 1923 | Sporting Gijón | 2 – 0 | Valencia |  |

| 13 marzo 1923 | CE Europa | 4 – 0 | Siviglia |  |

| 8 aprile 1923 | Siviglia | 1 – 2 | CE Europa |  |

## Semifinali
| 22 aprile 1923 | Real Sociedad | 0 – 0 | Athletic Bilbao |  |

| 29 aprile 1923 | Athletic Bilbao | 2 – 0 | Real Sociedad |  |

| 22 aprile 1923 | CE Europa | 3 – 2 | Sporting Gijón |  |

| 29 aprile 1923 | Sporting Gijón | 1 – 2 | CE Europa |  |

## Finale
| Arbitro: | Rasero |

|              |           |  |
| Travieso 37’ | Marcatori |  |